# Fife Symington

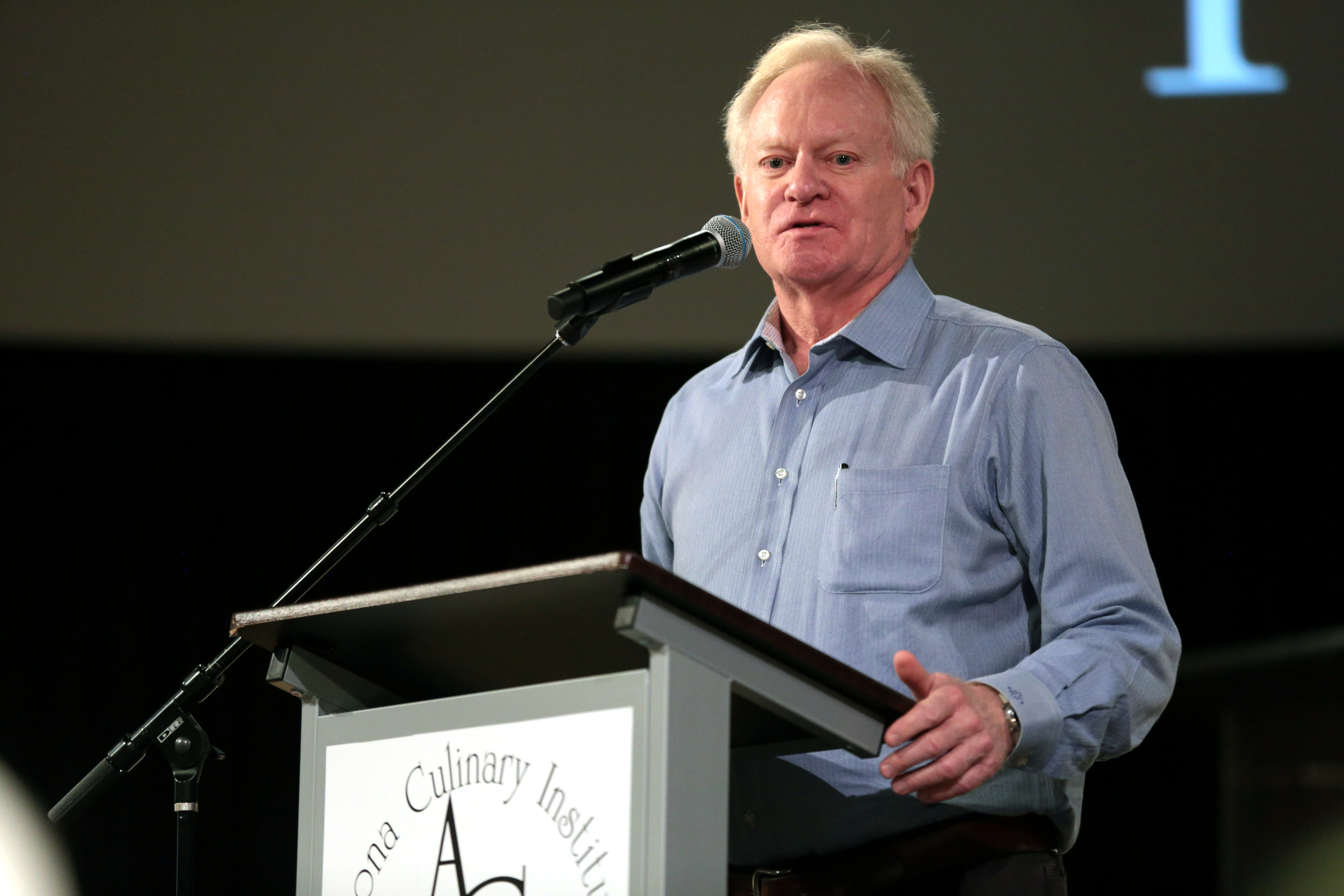
Fife Symington III.

John Fife Symington III, född 12 augusti 1945 i New York, är en amerikansk politiker (republikan). Han var den 19:e guvernören i delstaten Arizona 1991-1997.
Han studerade holländsk konsthistoria vid Harvard University och tjänstgjorde i USA:s flygvapen. Han grundade 1976 sitt eget företag, The Symington Company.
Symington besegrade demokraten Terry Goddard med 52% av rösterna i guvernörsvalets andra omgång i februari 1991. Ingen kandidat hade fått enkel majoritet i första omgången i november 1990. Vallagen ändrades 1992 så att den som får flest röster i första omgången blir guvernör.
Guvernör Symington dömdes 1997 av bedrägeri och tvingades avgå. Tio år senare berättade han att han hade sett ett ufo under sitt sista år som guvernör men bestämt sig då att inte gå ut i offentligheten med den saken.
Symingtons far J. Fife Symington, Jr. var USA:s ambassadör i Trinidad och Tobago 1969-1971.